# Eridolius albicoxa
Eridolius albicoxa är en stekelart som först beskrevs av Thomson 1883.  Eridolius albicoxa ingår i släktet Eridolius och familjen brokparasitsteklar. Arten är reproducerande i Sverige. Inga underarter finns listade i Catalogue of Life.